# Aephanemer
Aephanemer est un groupe de death metal mélodique français fondé en 2014 à Toulouse, en Occitanie. 
Aephanemer se compose de Martin Hamiche à la guitare lead, Marion Bascoul au chant et à la guitare rythmique, et Mickaël Bonnevialle à la batterie. Depuis sa formation, Aephanemer compte un total d'un EP, un single et de trois albums studio.

## Biographie
Aephanemer est initialement fondé en 2014 par le guitariste Martin Hamiche en tant que projet solo. Après la sortie en janvier 2014 d'un premier EP instrumental intitulé Know Thyself, Martin recrute Marion Bascoul au chant et à la guitare rythmique, Mickaël Bonnevialle à la batterie et Anthony Delmas à la basse. 
Avec ce nouveau line-up, le groupe enregistre son premier album Memento Mori qui est commercialisé en septembre 2016 par leur propre label Primeval Records. Les chansons ont été écrites par Martin Hamiche et les paroles par Marion Bascoul. L'album a été mixé et masterisé au studio Widek Records par Maciej Dawidek. Le dessin de la pochette a été réalisé par Niklas Sundin.
Peu après la sortie de l'album, Anthony Delmas quitte le groupe et est remplacé par Lucie Woaye-Hune. Memento Mori permet au groupe de se produire au sein de festivals en France et à l'étranger, ainsi que d'être sélectionné pour représenter la France au sein du Wacken Metal Battle en 2018, une compétition annuelle ayant lieu au festival Wacken Open Air.
Le groupe enregistre un second album intitulé Prokopton, mixé par Dan Swanö (Unisound AB) et masterisé par Mika Jussila (Finnvox Studios). L'album est commercialisé en mars 2019 par Primeval Records. En juillet 2019, le groupe annonce sa signature avec le label autrichien Napalm Records ainsi qu'une nouvelle commercialisation mondiale de Prokopton pour le mois d'octobre. Au mois d'août, Aephanemer se produit en première partie du groupe de metal écossais Alestorm au sein de deux concerts européens et annonce sa participation à une tournée canadienne regroupant les deux groupes en novembre.
Le 5 mai 2023, le groupe annonce une pause dans la participation de la bassiste Lucie Woaye-Hune, qui quitte définitivement le groupe le 16 septembre. Laure Begue lui succède.
Le 16 avril 2024, Aephanemer annonce sur Facebook se séparer de cette dernière à la suite de profonds désaccords.

## Membres

### Membres actuels

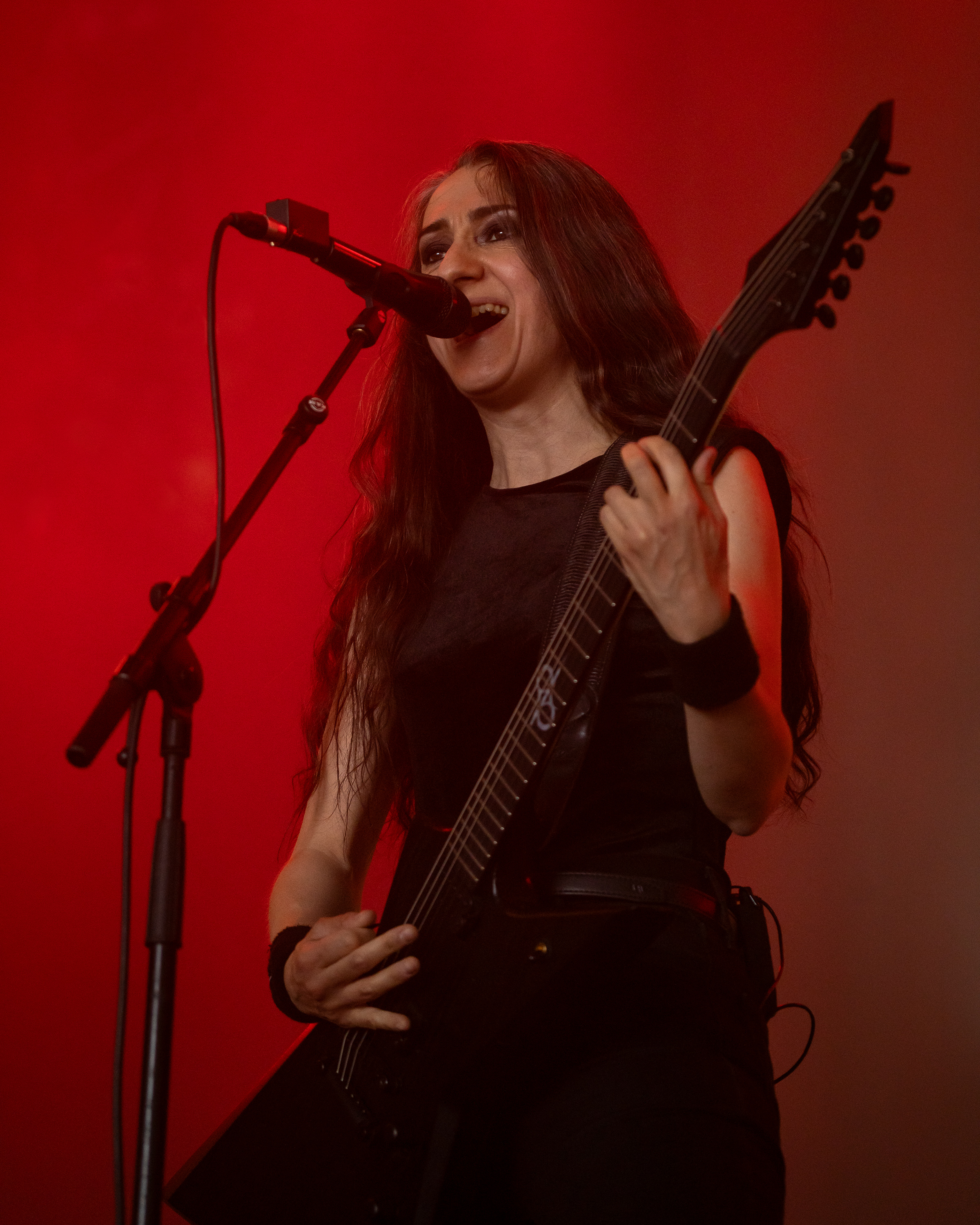
Marion Bascoul au Hellfest 2023.

- Martin Hamiche – guitare solo (depuis 2014)
- Marion Bascoul – chant et guitare rythmique (depuis 2014)
- Mickaël Bonnevialle – batterie (depuis 2014)
- Florian Ménard – basse (depuis 2025)

### Anciens membres
- Anthony Delmas – basse (2014–2017)
- Lucie Woaye-Hune – basse (2017–2023)
- Laure Begue – basse (2023-2024)

## Vidéographie

### Clips
- 2016 : Unstoppable, tiré de Memento Mori, dirigé par Cédric Gleyal
- 2017 : Memento Mori, tiré de Memento Mori, dirigé par Cédric Gleyal
- 2019 : Bloodline, tiré de Prokopton, dirigé par Cédric Gleyal
- 2019 : The Sovereign, tiré de Prokopton, dirigé par Cédric Gleyal
- 2021 : Panta Rhei, tiré de A Dream Of Wilderness, dirigé par Cédric Gleyal
- 2021 : Antigone, tiré de A Dream Of Wilderness, dirigé par Cédric Gleyal

### Lyric vidéos
- 2021 : Le Radeau de la Méduse, tiré de A Dream Of Winderness, deux versions française et anglaise sont mises en ligne.